# Planche à voile
 (mai 2018).
Si vous disposez d'ouvrages ou d'articles de référence ou si vous connaissez des sites web de qualité traitant du thème abordé ici, merci de compléter l'article en donnant les références utiles à sa vérifiabilité et en les liant à la section « Notes et références ».

Un planchiste dans les vagues de Porto Pollo en Sardaigne.

Planche à voile face à l'île du Dragon à Dakhla.

La planche à voile (parfois désignée par son nom anglais windsurf, en français européen) est un type d'embarcation à voile minimaliste, c'est aussi le sport de glisse pratiqué avec cette embarcation.
Elle est constituée d'une simple planche ou flotteur, et d'un gréement articulé à la planche par la base du mât. La planche à voile se caractérise par la position debout de son pratiquant nommé « véliplanchiste » et par l'absence de gouvernail et d'écoutes. C'est le véliplanchiste qui soulève puis maintient le mât et la voile en position active, s'orientant sur l'eau en inclinant d'avant en arrière le gréement, ou en changeant ses appuis sur la planche.

## Historique

Planche à voile au début des années 1980.

### Origine du terme
Avant l'invention de la planche à voile telle que nous la connaissons, conçue pour naviguer debout, avec un gréement libre monté sur cardan, le terme Planche à voile était utilisé pour désigner des petits dériveurs de plage très plats, à l'accastillage minimaliste, parfois sans cockpit et équipés d'un gréement simplifié, comme le Sunfish américain (architecte Cortland Heyniger) et son prédécesseur un peu plus petit, le Sailfish (même architecte) ainsi que nombre d'imitations (comme le Beachcomber britannique) ou de bateaux approchants (Minisail et Minisprint, également britanniques). On le trouve notamment dans un livre de vulgarisation pratique de Jean Merrien paru en poche en 1967, avant la création (brevetée) du système de diabolo par Drake et Schweitzer (1968) et la diffusion en France des premières planches Windsurfer originales au milieu des années 70.
Il est intéressant de noter que le Sailfish (ancêtre du Sunfish) conçu par Cortland Heyniger et Alex Bryan était à l'origine (1950) une grande planche de surf biplace (destinée aux postes de sauvetage balnéaires) transformée par l'ajout d'une dérive , d'un mini gouvernail et d'une voile latine provenant d'un canoë canadien. Le cocréateur  de la Windsurfer moderne, Jim Drake, par ailleurs ingénieur aéronautique à la NASA, possédait un Sunfish avec lequel il régatait, non sans succès, en Californie.

### Inventeurs
Plusieurs personnes s’attribuent la paternité de la planche à voile.
Tout d’abord, un jeune Anglais Peter Chilvers qui esquissa, au début des années 1960, une sorte d'ancêtre de la planche à voile.
Au mois de mai 1964, en Pennsylvanie, un Américain, Newman Darby, installe un mât et une voile sur une planche qui tient plus de la porte que de la planche de surf. Sa planche mesure trois mètres de long pour 90 centimètres de large et possède un mât et une rotule qui malheureusement ne peut s’orienter que latéralement et se trouve dans le dos du pratiquant. Pendant deux ans, il va peaufiner son invention mais ne saura convaincre les investisseurs.
En janvier 1965, un Français, Serge Loiselot, dépose une demande de brevet pour le «plateau à voile»: flotteur caisson individuel plat de très faible densité aux contours ovoïdes sans arête vive, muni d'une quille-gouverne et d'un mât vertical supportant un mât horizontal de 1 mètre entre lesquels une voile triangulaire est tendue. Cet engin est entièrement démontable[réf. à confirmer].
En 1968, Hoyle Schweitzer, surfeur et Jim Drake, ingénieur aéronautique, mettent au point le système de joint universel (diabolo) qui permet d’orienter le gréement en tous sens en s'inspirant du joint de cardan présent en automobile. Ils créent également le wishbone, un double arceau permettant de tenir le gréement, et dont la forme rappelle l'os dont il est inspiré. Leur brevet d'invention est déposé à l'USPTO le 27 mars 1968.
Jim Drake et Hoyle Schweitzer déposent alors la marque Windsurfer en s’assurant d’un brevet dans les pays ayant le plus de relations commerciales avec les États-Unis (n'ayant les moyens de déposer le brevet que dans deux pays en Europe, ils choisiront l'Angleterre et l'Allemagne, oubliant la France). Hoyle Schweitzer rachètera par la suite l’ensemble des droits à Jim Drake.

### Développement
En 1973, la société néerlandaise Ten Cate achète la licence Windsurfer pour l’Europe et importe les premières planches à voile. C'est la France qui deviendra cependant le pays où la planche à voile se développera le plus, dans un premier temps grâce à ses pionniers et promoteurs historiques (Patrick Carn, Charles Daher, Pierre-Yves Gires, Yves Loisance) et, dans leur sillage, grâce aux nombreux constructeurs qui s’inspirent de la planche originale Windsurfer sans avoir à en payer la licence.
L'invention du harnais, qui permet de maîtriser une voile plus grande, marque une transition entre l'ancienne pratique de celle de nos jours. 1977 voit l’arrivée de la Rocket Windsurfer, planche de saut plus courte, avec des attaches pour les pieds (footstrap), et un mât reculé. Le funboard, qui permet la navigation dans les vagues et le vent fort, est né.

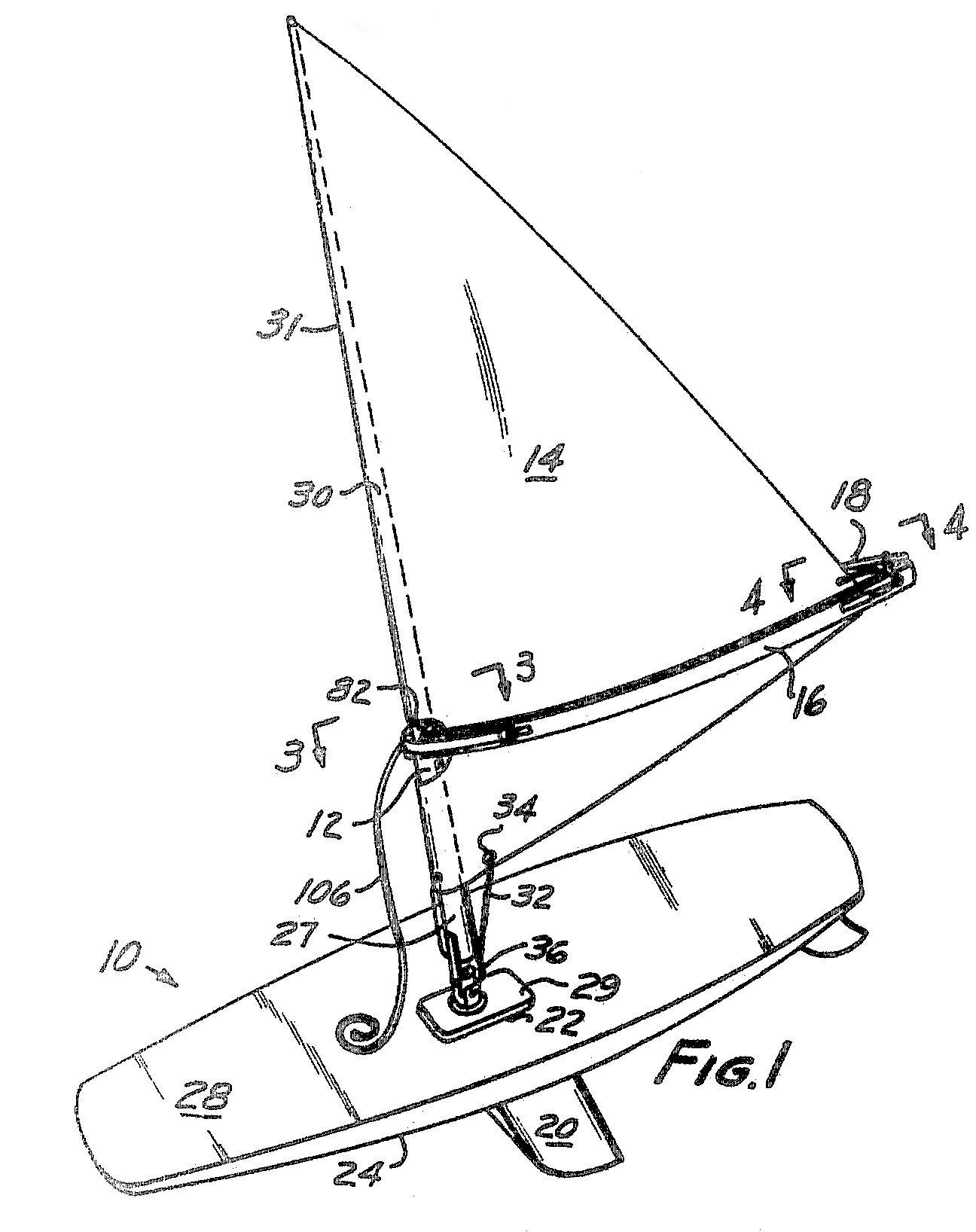
Croquis du brevet déposé en 1968.

Robby Naish devient le premier champion du monde de planche à voile à l'âge de treize ans.
La planche à voile devient sport olympique en 1984, à Los Angeles.
Certains ouvrages de référence (notamment l'encyclopédie pour écoliers Folio Junior / Gallimard) indiquent ou ont indiqué comme inventeur de la Planche à Voile un certain Martin d'Estraux , censé avoir inventé le "vélivole", une planche à voile à gréement sur cardan dès 1913...Il s'agit en fait d'un canular monté de toutes pièces  par le journaliste Daniel Allisy de la revue nautique Voiles et Voiliers avec un tel luxe de précision et de détails techniques (costumes d'époque et photos façons autochromes ) que beaucoup de lecteurs ont cru à ce poisson d'avril d'autant plus facilement qu'il fut publié alors que la bataille juridique sur l'antériorité de l'invention faisait rage entre Bic Sport (le Baron Bich) et Windsurfer / Ten Cate (Hoyle Schweitzer).

## Types de pratiques
Aujourd'hui, il existe plusieurs types de pratiques, qui tiennent à la fois aux conditions de navigation et aux préférences du planchiste, et qui donnent lieu à un matériel adapté. Il existe le Funboard et la planche à dérive.

### Régate en monotypie - Planches à dérives

#### Anciennes catégories olympiques

Mistral One Design Class.

- La Windglider a été la première planche à voile utilisée aux Jeux olympiques, en 1984.
- La Lechner a été utilisée des Jeux olympiques de 1988 à Pusan à ceux de Barcelone en 1992. C'est une planche à dérive aux formes rondes, instable mais performante, issue de la jauge IYRU Division 2.
- La Mistral One Design est la pratique qui a été retenue pour la voile olympique de 1996 à 2004.
- La RS:X a été la planche présente aux Jeux olympiques de Pékin en 2008, de Londres en 2012, de Rio de Janeiro en 2016 et de Tokyo en 2020.

#### Catégorie olympique actuelle
L'iQFOiL est la planche à voile olympique à partir des Jeux olympiques de Paris 2024.

#### Bic Techno 293 "One Design"
Cette catégorie monotypique s'adresse aux jeunes véliplanchistes ; elle est en outre une porte d'accès au RS:X, en pratique olympique. La planche est la même pour tous, la Bic Techno 293 OD de 205 L, avec multiples inserts de footsraps, ressemblant à une planche de RS:X. Les voiles vont de 6.8 à 7.8

### Funboard

#### PWA racing

##### Formula

Formula racing.

Issue de la Race, discipline de régate sur funboard, la formula a été une tentative de supplanter la raceboard, tout en augmentant les chances de courir des régates dans des conditions de vent plus faible et en privilégiant le spectacle (les planches déjaugent).
Les flotteurs de formula sont dépourvus de dérive, ils sont larges (autour de 1 mètre) et courts (moins de 2,5 mètres). Les voiles de formula sont généralement de très grandes tailles (de 8 m2 à 12,5 m2). Les matériaux employés sont relativement onéreux et fragiles (mâts, wishbones et lattes de voile 100 % carbone, voiles en monofilm de faible grammage, etc.), mais très légers, pour favoriser les performances dans les vents faibles.

##### Slalom
Pratique alliant la vitesse, l'habileté et la stratégie dans les manœuvres (jibe), le slalom se pratique sur un parcours en W appelé downwind (autour de bouées), plus simple que ceux des One Design ou des formula, n'intégrant ni gain au vent ni gain sous le vent. Elle requiert un vent plus fort (à partir de 15 nœuds) et fait appel à des flotteurs courts (moins de 2,5 mètres) et large, ainsi qu'à des voiles puissantes. Le champion du monde en titre est le Français Pierre Mortefon qui a succédé à Antoine Albeau (FRA 192).

##### Longue distance
Variante du slalom, basée sur des lignes droites plus longues et moins de jibe, comme son nom l'indique. La manifestation la plus connue est le Défi Wind de Gruissan (Aude), compétition ouverte à tous, professionnels et amateurs, pouvant regrouper 1400 participants (en 2017): le parcours consiste généralement en deux aller-retours jusqu’à Port-la-Nouvelle pour une distance totale de plus de 30 km.

##### Vitesse
Assez peu courante car très exigeante en matériel et en conditions, la pratique de la vitesse s'est considérablement démocratisée avec la vulgarisation des récepteurs GPS. Ainsi chacun peut aisément mesurer sa vitesse n'importe où sans avoir besoin d'une infrastructure lourde et couteuse (capteurs optiques, chronomètres, etc). Il existe de nombreux challenges, aussi bien locaux qu’internationaux.
La vitesse est une discipline intéressante pour la recherche et développement ainsi que pour les records. Contrairement aux autres, elle est individuelle, le but étant de parcourir une distance donnée le plus vite possible. Historiquement, la distance de référence est de 500 mètres. C'est celle qui sert à établir les records de vitesse à la voile pour toutes les catégories (kitesurf, bateaux, etc), mais grâce au GPS on peut maintenant mesurer la vitesse de pointe, la moyenne sur 10 secondes, sur un mille nautique, etc. Les canaux, naturels ou artificiels, et dans une moindre mesure les bords de plages offshore (vent de terre), sont très recherchés car le plan d'eau doit être le plus plat possible et le clapot réduit au minimum.
Le matériel est spécifique : les planches sont très étroites (45 à 50 cm pour 2,40 m de long environ), les ailerons sont parfois asymétriques de même que les wishbones, les voiles sont généralement les mêmes que celles utilisées en slalom ou bien des prototypes.
Le record de vitesse en planche à voile est détenu depuis 2008 par Antoine Albeau. Son record actuel de 53,27 nœuds a été réalisé en 2015 à Luderitz, en Namibie, sur un canal façonné pour offrir les meilleures conditions possibles.
Zara Davis a établi le record féminin en planche à voile à 45,83 nœuds (84,88 km/h), sur le même canal à la même période.
La planche à voile a été le support le plus rapide à la voile entre 1986 et 1993 (jusqu'au record de Yellow Pages Endeavour), puis de 2004 à 2008, avant que le kitesurf et le trimaran à foils l'Hydroptère ne se disputent le record validé par le World Sailing Speed Record Council. Celui-ci a été détenu entre 2010 et novembre 2012 par le kitesurfeur américain Rob Douglas. Depuis le 24 novembre 2012, le record est à Paul Larsen avec le Vestas Sailrocket 2.

##### Bump & Jump

Planchiste en plein jibe.

Il s'agit de s'adapter à des plans d'eau très divers, et de s'y amuser en combinant vitesse, surfs, sauts de vagues, slalom... Ce type de course est aussi désigné par SuperX.

##### Freestyle
Le freestyle, littéralement « style libre » (qui se pratique en mer ou en lac mais aussi en "indoor" à Bercy par exemple dans des bassins remplis d'eau et bordée d’énorme et puissant ventilateur qui simulent le vent), existe depuis l'invention de la planche à voile mais a connu un fort renouveau à l'approche des années 2000, transposant sur des plans d'eau calmes des figures empruntées à la navigation dans les vagues, mais aussi à d'autres sports de glisse.
Il a permis de montrer à un plus large public une dimension spectaculaire et aérienne de la planche à voile, en mettant l'accent sur la rapidité d'exécution, mais aussi de faire émerger une nouvelle génération de sportifs de haut niveau, tels que Kiri Thode ou encore Gollito Estredo.
Une multitude de médias et vidéos sont régulièrement postées sur les sites spécialisés.
On utilise pour cette pratique des flotteurs larges et courts très manœuvrants et des voiles de freestyle à la construction allégée et puissantes. La recherche associée au développement de ce matériel, et du matériel de funboard en général tend à démocratiser l'utilisation du carbone et autres matériaux légers, réactifs et résistants, proposant du matériel toujours plus léger et accessible en termes d'utilisation.
Il y a aujourd'hui de nombreuses compétitions comme l'European Funboard expression dans le Sud de la France, où l'on retrouve de nombreux véliplanchistes de haut niveau tels Antony Ruenes, Nicolas Akgazciyan, Julien Mas ou Adrien Bosson.
De plus, depuis 2011 le WindMeet Freestyle Tour organise chaque année une série de compétitions où amateurs et professionnels se retrouvent et s'affrontent.

##### Vague

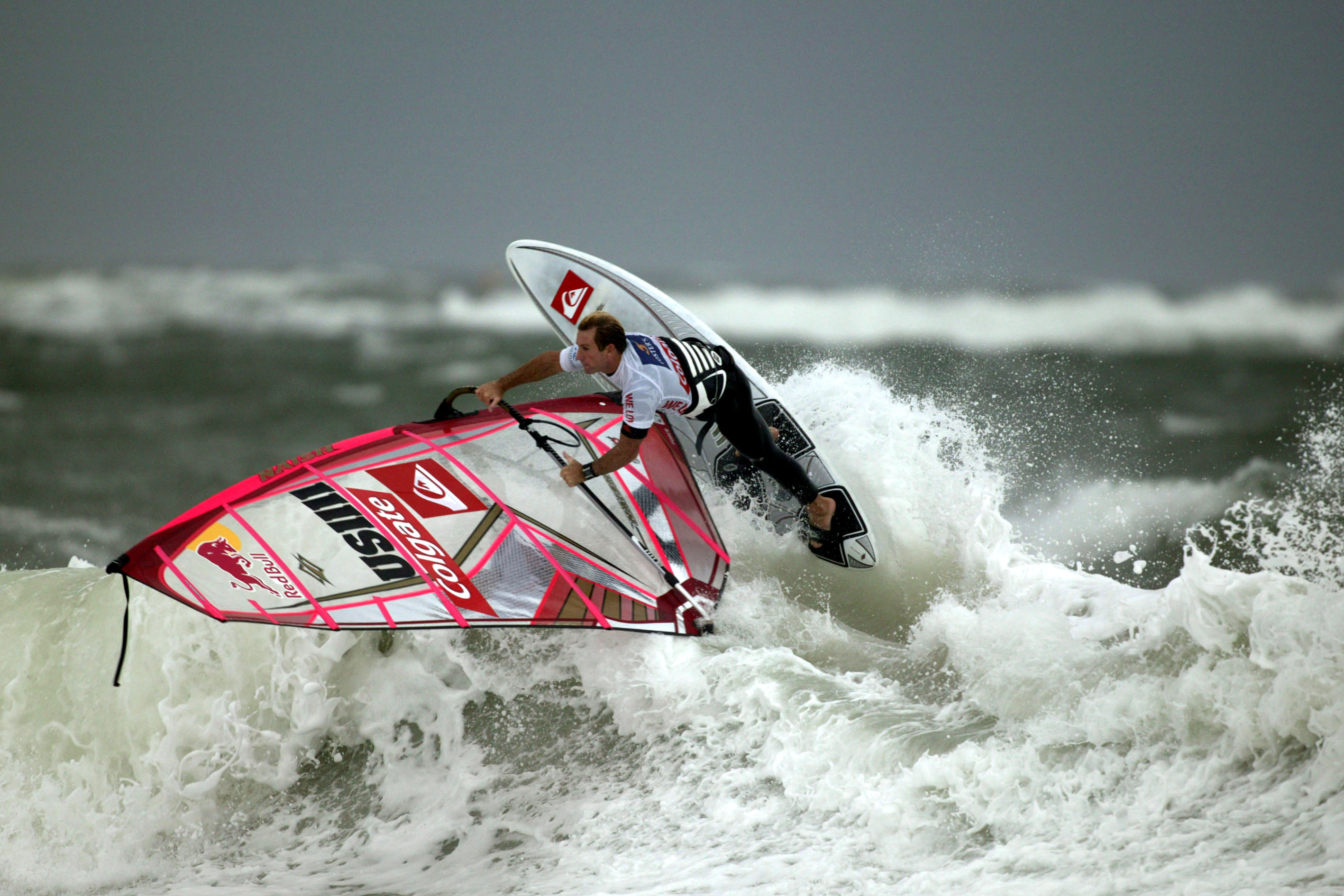
Robby Naish en surf backside.

C'est la pratique la plus spectaculaire et une des plus grisantes, elle nécessite une mer bien formée et un vent assez soutenu, en général supérieur à 15 nœuds et de préférence soufflant de côté par rapport à la plage. On dit alors qu'il est side-shore. S'il souffle de droite, on dit alors que le spot est tribord, s'il souffle de gauche, alors le spot est bâbord. Il s'agit de surfer les vagues et de réaliser des sauts et des figures (backloop, frontloop, aérial...). Les flotteurs de vagues sont courts (autour de 2,2 mètres) avec peu de volume (de 67 à 100 litres max) existant en 1, 2, 3 ou 4 ailerons et très manœuvrants. Les voiles sont petites et moins puissantes que les voiles de slalom ou de vitesse pure, ce qui les rend plus maniables. La discipline exige un très bon niveau de pratique et une excellente condition physique afin de ne pas mettre en danger sa propre vie, ni celle des autres. Faire du Windsurf dans les vagues demande au pratiquant d'être capable de repartir très rapidement en water start, c'est-à-dire sans avoir à remonter la voile sans l'aide du  tire-veille, directement par la force de la voile et des bras du sportif avec le corps encore entièrement dans l'eau. Le jibe ou empannage doit être aussi maîtrisé pour pouvoir effectuer un demi-tour dans l'urgence, comme une vague ou une mousse trop grosse.

## Matériel

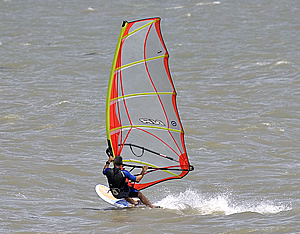
Matériel de funboard récent (2005).

Depuis le début de la planche à voile, le matériel a considérablement changé. Les fabricants de planche à voile ont dû alléger chaque élément pour gagner en maniabilité et en accessibilité car la planche à voile a la réputation d'être un sport physique. Le carbone et les matériaux en polymères ont permis de gagner en légèreté. Les planches se sont spécialisées en fonction des disciplines (vitesse, vagues...) mais aussi en fonction des niveaux de pratique : les flotteurs gagnent en largeur pour plus de stabilité. Les gréements se sont diversifiés pour répondre à chaque type de conditions météo. Après l'apparition du kitesurf un nouvel effort a été fourni et on a vu arriver des flotteurs avec des extrusions à l'arrière pour réduire la surface mouillée. En 2011, grâce à la marque AHD, les planches à voiles avec foil (Windfoil) apparaissent mais gardent un prix très élevé.
Les compétiteurs amateurs et les pratiquants assidus (80 sorties par an ou plus) disposent généralement de 4 à 10 planches et autant de gréements afin de s'adapter à toutes les conditions, ce qui peut à terme représenter un budget assez important.
Malgré les apparences les réglages sont extrêmement précis, de l'ordre du millimètre pour la tension de guindant ou du centimètre pour la position du pied de mât pour ne citer qu'eux, pour obtenir le comportement souhaité (tenue dans le vent fort, passage du clapot, etc).

### Flotteur

#### Taille et volume
La longueur du flotteur varie communément entre 2,20 et 2,90 mètres. Son volume, qui détermine sa « flottabilité », varie entre 60 et 260 litres.
Les flotteurs ayant un volume inférieur à 100 litres nécessitent en général de pratiquer le water start, c’est-à-dire de s'aider de la force du vent pour se tirer hors de l'eau, alors que des planches plus volumineuses offrent une meilleure stabilité qui permet plus facilement d'extraire la voile de l'eau en position debout sur la planche. Ce sont le poids, l'habileté du planchiste et la force du vent, plus que le volume du flotteur, qui déterminent le choix de la méthode pour remonter la voile : au tire-veille, debout sur celle-ci, ou le water start. .
Pour les flotteurs de funboard la taille déterminante n'est plus vraiment le volume mais la largeur.

#### Formes

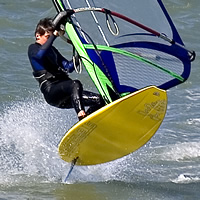
Saut sur eau plate en funboard, une planche sans dérive.

Les flotteurs modernes ont beaucoup évolué et permettent maintenant des prouesses inimaginables dans les années 1980, mais facilitent également l'apprentissage de la planche à voile. Les planches d'apprentissage sont larges (1 mètre) mais courtes (2,5 mètres), ont autant de flottabilité (240 litres) et conservent souvent une dérive, tout en étant performantes. Leur principal intérêt est d'offrir une grande stabilité et une faible sensibilité au placement du débutant, qui peut alors se concentrer sur la maîtrise de sa voile et l'observation du plan d'eau, plus que sur la recherche de son équilibre. Elles peuvent cependant donner du plaisir au nouveau planchiste pendant plusieurs saisons, et lui permettre d'évoluer rapidement, avec une voile de plus grande taille.
Pour les plus expérimentés, de larges gammes de flotteurs sont adaptées à toutes les pratiques, à toutes les conditions de vent et de mer, et à tous les gabarits et préférences personnelles. Les flotteurs sans dérive sont appelés funboard. D'une manière générale, la tendance actuelle reste aux flotteurs courts et larges, mais le shape (forme et caractéristiques d'un flotteur) est souvent l'objet de retournements cycliques, les solutions écartées cinq ans auparavant au profit de la dernière innovation revenant finalement au goût du jour...

#### Aileron
L'aileron est un élément déterminant pour la performance et le confort d'une planche à voile. Sa profondeur, son épaisseur et sa forme, voire leur nombre sur certains flotteurs doivent être adapté au programme de navigation, au gréement, aux conditions de vent et de mer, mais aussi au gabarit du planchiste et à ses préférences de sensations.
Il est généralement amovible, et est solidarisé avec le flotteur par un « boîtier », qui assure la rigidité et l'hydrodynamisme de l'ensemble.
Différents types de boîtiers sont aujourd'hui disponibles sur le marché
- Le boitier Power Box, présent sur les planches de freeride, de freeride et de freestyle-wave. Il présente une vis sur le dessus du flotteur et les côtés sont coniques
- Le boitier Tuttle Box, proche du boitier Power Box mais aux côtés parallèles et avec 2 vis sur le dessus du flotteur
- Le boitier Deep Tuttle Box, identique au Tuttle mais plus profond, généralement utilisé pour les ailerons de plus de 40 cm
- Le boitier US Box, composé d'une vis et d'un écrou que l'on visse directement dans le rail sous la carène. Principalement utilisé pour l'aileron central d'une configuration thruster ou pour l'aileron d'une planche de vague single.
- Le boitier Slot Box, inspiré des boîtiers de surf que l'on visse sur les côtés du rail, principalement utilisé pour les ailerons des planches de vague multi-fins.

En vague, plusieurs options sont possibles :
- Avoir un seul aileron : configuration single.
- Avoir 2 ailerons : configuration twinzer.
- Avoir 3 ailerons : configuration thruster. (1 *grand* aileron central et 2 plus petits ailerons latéraux) ou trailer (3 *petits* ailerons)
- Avoir 4 ailerons : configuration quad.

Le choix du nombre d'ailerons se fait en fonction de la forme du flotteur et du style du pratiquant.
En slalom, le marché est partagé entre les ailerons en G10 ou en Carbone. Là aussi, malgré une apparente simplicité, son choix est déterminant et influe considérablement sur le comportement de l'ensemble : longueur au centimètre près en fonction de la taille de la voile et du flotteur mais aussi du poids du planchiste, sa souplesse, son rake (angle du bord d'attaque par rapport à la verticale), etc.
En freestyle, on utilise généralement des ailerons plus courts afin de permettre la glisse dans les manœuvres.

#### Construction
La construction des flotteurs a également progressé. Si la construction en sandwich n'est pas une invention récente, celle-ci s'est généralisée dans toutes les gammes de flotteurs, au détriment de construction en extrudé (mousse enveloppée dans une peau en polyéthylène, très lourde, très solide mais irréparable et peu rigide) ou en thermoformé (pain de polystyrène sur lequel sont moulés à chaud deux panneaux en plastique, plus rigide et légère que l'extrudé, mais aussi plus fragile, notamment à la jonction des deux panneaux, sur la tranche du flotteur). De nouveaux matériaux (fibre de carbone, kevlar, mousses de différentes densité et bois) sont de plus en plus utilisés pour améliorer la légèreté et la résistance des flotteurs, mais au détriment d'un coût de fabrication plus élevé.
Exemple de composition d'un flotteur en sandwich :
- noyau en polystyrène.
- fine couche de mousse PVC haute densité pour le sandwich pris entre deux stratifications en fibre de verre, fibre de carbone, kevlar et résine époxy.
- pour certaines marques, une fine couche de bois (améliorant la souplesse et la résistance aux chocs ponctuels)
- finition : peinture ou vernis polyuréthane (comme les carrosseries automobiles), antidérapant et pads en mousse sur le pont.

### Gréement

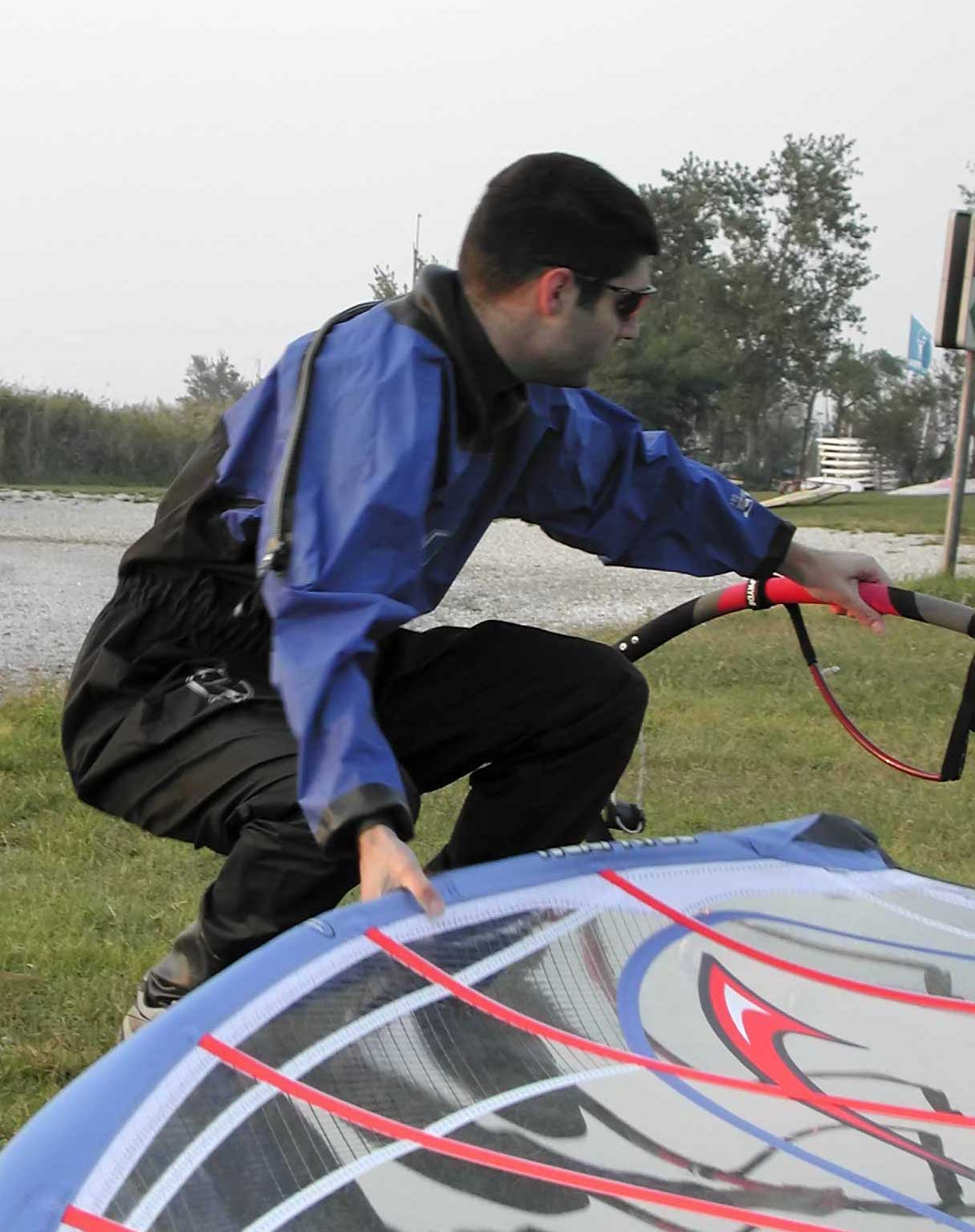
Planchiste en combinaison étanche assemblant son gréement, tenant son wishbone de la main gauche et son mât de la main droite.

Le gréement d'une planche à voile est constitué par le pied de mât, qui relie le mât au flotteur, le mât, la voile, ainsi que par le wishbone, relié d'un côté au mât et de l'autre à la voile, et qui permet au véliplanchiste de tenir la voile. Chaque élément est adapté aux exigences des différentes pratiques. Une fois gréé (assemblé), le gréement est souvent désigné par le terme de voile.

#### Voile
La taille de la voile varie en fonction du gabarit du véliplanchiste et de la force du vent : de 1,1 m2 pour les enfants à 12,5 m2 environ.
Les principales évolutions sur les voiles ont visé à limiter leur poids et à mieux définir leur profil. Leur forme, triangulaire à l'origine, s'est perfectionnée grâce à l'utilisation de lattes, puis de camber inducers, qui ont permis de bloquer le creux de la voile dans le premier tiers en partant du bord d'attaque, avant d'être momentanément écartés pour leurs différentes contraintes.
Les voiles sont assemblées avec différents tissus, selon les pratiques visées. On peut citer le dacron, le mylar et le monofilm. Ce dernier est de loin le plus utilisé de nos jours, il est transparent mais peut être teinté, est très résistant à la traction mais très sensible aux chocs ponctuels et aux Ultraviolets. Il peut être plus ou moins densément tramé pour le renforcer.
À chaque pratique correspond un type de voile. On peut distinguer les 3 grandes familles de voiles suivantes :

##### Voiles de slalom, vitesse ou race
Conçues pour la puissance et la vitesse, elles présentent un profil très étudié et bloqué, notamment grâce aux cambers inducers (au nombre de 3 ou 4) et à de nombreuses lattes, souvent en carbone. Elles sont généralement de fabrication très légère, et de plus grande taille car leur creux stable et la souplesse de leur tête permet de naviguer « sur-toilé » (avec une surface importante par rapport aux conditions de vent), pour être toujours plus rapide, y compris entre les rafales. La tension sur le guidant est considérable (plusieurs centaines de kilos) et nécessite généralement un palan 6 brins et une manivelle.

##### Voiles de vague

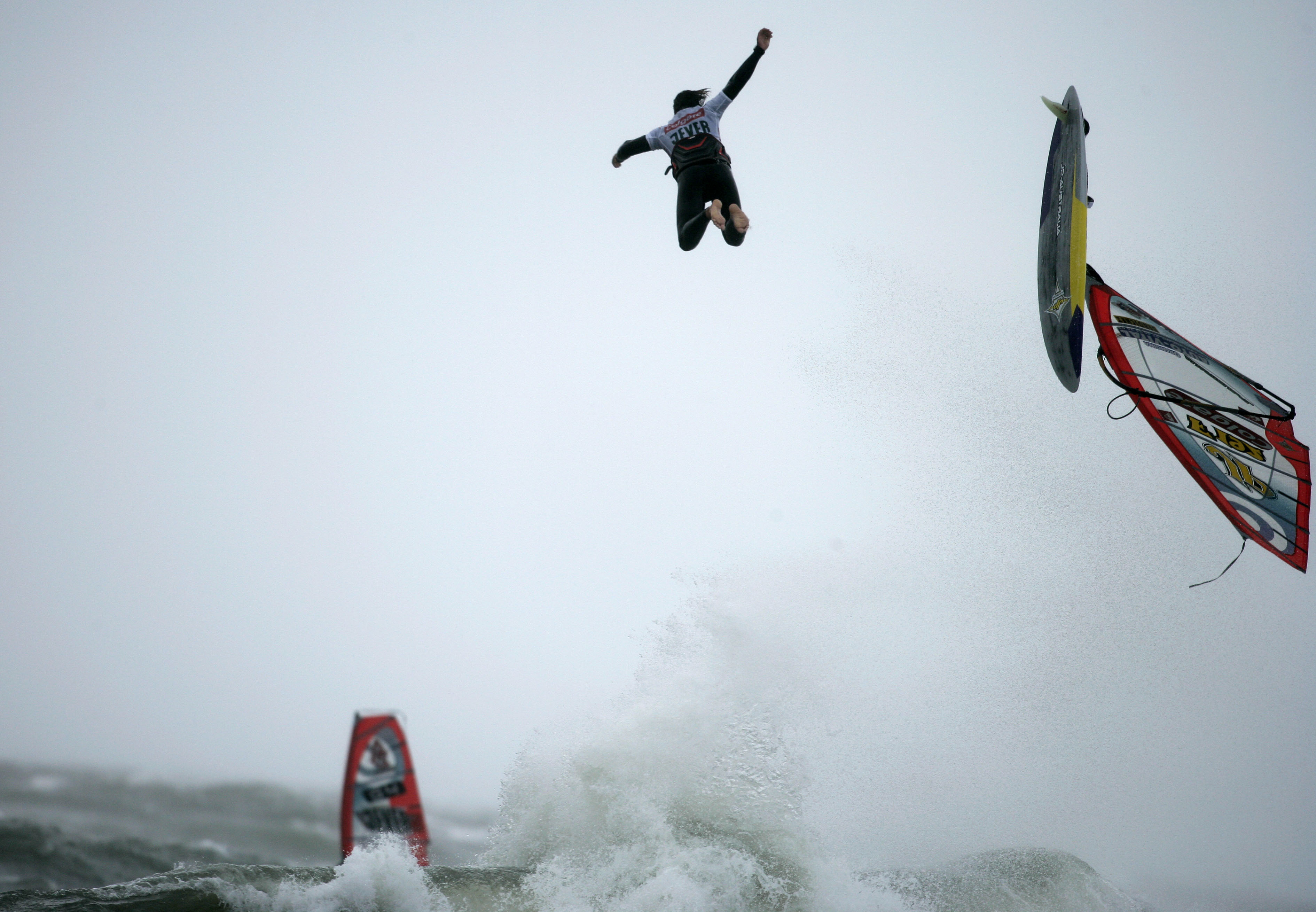
Chute d'Antoine Albeau dans les vagues.

De taille réduite, ces voiles sont optimisées pour la maniabilité, et sont généralement « souples » et moins puissantes, pour neutraliser la traction en phase de surf et ne pas encombrer le planchiste dans les sauts. Elles présentent aussi la particularité d'être renforcées pour supporter les chutes violentes et la force des vagues après une chute. Contrairement aux voiles de slalom ou de vitesse, les voiles de vagues n'ont pas d'inducteurs de profil au niveau du mât (camber inducer). Le fourreau est rotatif et s'oriente en fonction de l'amure.

##### Voiles de freeride, allround, cross
Ces voiles sont plus polyvalentes que les 2 familles ci-dessus, offrant un compromis entre les performances des voiles de race et la maniabilité et la facilité d'utilisation des voiles de vagues, pour permettre aux pratiquants occasionnel ou en phase d'apprentissage, de pouvoir naviguer avec le plus grand plaisir.

#### Mât
D'une longueur comprise entre 3,40 et 5,80 mètres échelonnée tous les 30 cm, le mât est un cône en fibre de verre et/ou en carbone, démontable en deux parties ou plus rarement en trois parties pour le transport. Pour la discipline des vagues, un mât excédera rarement 4,30 m, les voiles devant être maniables, elles sont plus petites et s'arrêteront aux environs de 6,0-6,2 m2. Ainsi, on navigue en vagues entre 3,7 m2 et 6,2 m2 avec 3 mâts : 3,70 m ; 4,00 m et 4,30 m. Pour les vents très forts et donc les plus petites surfaces de voiles, on peut aussi naviguer avec un mât à 75 % de carbone de manière à mieux encaisser les rafales.
Le taux de fibre de carbone, pouvant aller jusqu'à 100 %, permet de gagner en légèreté et en nervosité (vitesse de flexion et de retour à la normale en navigation). Les voiles haut de gamme, que ce soit en vagues ou en race, nécessitent donc des mâts avec un fort pourcentage de carbone pour donner le meilleur de leurs performances.
Pour s'adapter à la longueur du guindant, une rallonge placée à sa base est indispensable quand la têtière de la voile est fixe. D'une longueur totale de 20 à 50 cm et construite en aluminium ou en carbone, elle est réglable tous les centimètres pour la plus précise. Lorsqu'elle est présente c'est sur la rallonge que vient se clipser le pied de mât. Il existe aussi des rallonges placées en tête de mat, leur longueur est fixe.
À chaque taille de mât correspond un indice de rigidité (IMCS pour indexed mast check system), qui est requis par la voile. Mais la répartition de cette rigidité sur la longueur, bien que non normalisée, est aussi très importante ; dans la pratique on distingue trois courbures selon la rigidité de la tête du mât : hard top, constant curve ou flex top.
Deux diamètres de mât sont aujourd'hui utilisés :
Le mât SDM, (Standard Diameter Mast) qui est le diamètre de mât traditionnel et recommandé aujourd'hui quasiment exclusivement sur les voiles à cambers.
Le mât RDM (Reduced Diameter Mast) qui est un diamètre de mât plus étroit apparu au début des années 90 et conseillé aujourd'hui sur la plupart des voiles de vagues et freeride.
L'adéquation mât/voile est très importante, une mauvaise courbure pouvant réduire la plage d'utilisation du gréement au point de le rendre quasiment inutilisable.

#### Wishbone
Appelé ainsi en référence à l'os du vœu du poulet, le wishbone est une double-bôme, qui se fixe sur le mât par une poignée dite automatique, et qui permet de tendre la voile au point d'écoute. Il est également l'élément par lequel le planchiste tient son gréement.
Généralement constitué de tubes d'aluminium, matériau économique et assez rigide, il peut aussi être réalisé en carbone pour plus de légèreté et de rigidité, pour éviter que le profil de la voile ne se déforme.
Il peut comporter des bouts de harnais, et un tire-veille, sangle ou corde joignant le pied de mât et la poignée avant du wishbone, qui permet de sortir la voile de l'eau sur un flotteur suffisamment flottable.

#### Pied de mât
Élément de liaison entre le flotteur et le gréement, il assure la mobilité du gréement par rapport au flotteur grâce à une articulation. Ce dispositif peut prendre la forme d'un cardan, d'une pièce en caoutchouc appelée diabolo (du fait de sa forme), ou d'un tendon en uréthane. Le pied de mât permet aussi d'étarquer la voile au point d'amure, à l'aide d'un palan: il intègre des réas et un taquet coinceur.
 (août 2022).
Si vous disposez d'ouvrages ou d'articles de référence ou si vous connaissez des sites web de qualité traitant du thème abordé ici, merci de compléter l'article en donnant les références utiles à sa vérifiabilité et en les liant à la section « Notes et références ».
 Le diabolo permet de relier et d'articuler le gréement au flotteur (c'est là la spécificité de la planche à voile par rapport aux autres supports à voile dont le gréement est implanté/fixé dans la coque). À l'origine, la planche Windsurfer utilisait un système de joint universel à cardan (en acier inox et nylon massif) mais il était breveté (sauf en France) par le très procédurier inventeur, Hoyle Schweitzer. Les fabricants de planches à voile concurrents contournèrent le risque de procès en utilisant comme articulation un silent-bloc en caoutchouc destiné à la fixation des boîtes de vitesses de Renault Estafette. Cette pièce avait la même forme que le diabolo de jonglerie et le nom resta, toutefois des fabrications spécifiques furent vite lancées car les vis du silentbloc Renault (pas vraiment prévu pour travailler en flexion) étaient en acier ordinaire et rouillaient.

## Figures marquantes du sport
Parmi les sportifs les plus marquants de la discipline, on peut citer Robby Naish, Björn Dunkerbeck, Jason Polakow, Antoine Albeau, Svein Rasmussen (médaille d'or aux JO de 1984 et président de StarBoard). Multiples champions du monde de ce sport, ils sont devenus des stars dans le monde entier.
En 2016, Victor Fernandez du team Fanatic/North Sails est Champion du monde de vagues. Il a été vice-champion du monde en 2015 et 2014.

## Pratique par pays

### France
Parmi les nombreux représentants français de ce sport, on peut citer Raphaël Salles, Nathalie Lelièvre (cinq fois championne du monde), Nathalie Simon, Jenna de Rosnay, Erik Thiémé, Christian Marty qui effectua la première traversée de l'Atlantique en 1982 (pilote de ligne, il meurt lors du crash du Concorde à Gonesse le 25 juillet 2000), Patrice Belbéoch (champion du monde en vague dans les années 1990), Franck David, premier français champion olympique dans cette discipline à Barcelone en 1992 et bien sûr Robert Teriitehau, qui a énormément contribué à la médiatisation de ce sport et Arnaud de Rosnay, sportif, photographe et aventurier, disparu entre la Chine et Taïwan le 24 novembre 1984 lors de sa tentative de traversée du détroit de Formose.
Plus récemment, Antoine Albeau, originaire de l'île de Ré, s'est illustré en devenant champion du monde de Freestyle en 2001, de Formula Windsurfing en 2004, 2005 et 2007, de slalom 42 en 2006, de slalom en 2007, 2008 et 2009, 2010, 2012, 2013, 2014, 2015, 2017, 2018) et enfin de vitesse en 2007 et 2008. Il a également été champion de France à 10 reprises (1986, 1988, 1990, 1991, 1995, 1996, 1997, 1999, 2000, 2001). Il remporte le « Défi Wind » de Gruissan en 2005, 2006 et 2007. Il est le Français les plus titrés de l'histoire du windsurf, le plus titré toute discipline confondue en France et considéré comme l'un des meilleurs véliplanchistes du monde.
En 2014, Thomas Traversa devient champion du monde de vagues, la discipline reine, succédant ainsi à Patrice Belbeoch 18 ans plus tard.
Faustine Merret a remporté la médaille d'or aux Jeux Olympiques d'Athènes en 2004 en Mistral One Design.
Charline Picon a remporté la médaille d'or aux Jeux Olympiques de Rio en 2016 en RS-X.
Pierre Le Coq a remporté la médaille de bronze à ces mêmes Jeux olympiques également en RS-X.
Raphaëla le Gouvello a réalisé la traversée des océans Atlantique, Indien, et Pacifique, ainsi que de la mer Méditerranée.
En 2008, Julien Bontemps remporte la médaille d'argent aux Jeux Olympiques de Beijing, dans la baie de Qingdao.
Lucie Belbeoch est championne du monde 2014 en Bic techno+.
Il existe plusieurs divisions pour la compétition en planche à voile en fonction du niveau et en fonction du support : D1, D2, D3, (Bic Techno 293), RSX, Formula.
La Fédération Française de Voile a créé une Equipe de France Funboard en 2010. Elle organise l'accompagnement des coureurs, des stages d'entraînement et des suivis sur épreuves. Stéphane Krause est l'entraîneur de cette équipe de France. Très impliqué depuis le début des années 2000 dans la structuration d'entraînement en slalom, formula et vagues. Il a accompagné de nombreux funboarders français sur le plan technique et dans leur projet sportif. 
Plusieurs associations existent, afin d'épauler la Fédération française de voile, qui à elle seule organise plus de 8 800 compétitions de voile par an.
L'Association Française de Funboard (AFF) organise par délégation de la FFV le championnat de France Vagues et Slalom.
Aussi, l'Association France Windsurf (FW) a pour objet de promouvoir l'ensemble des supports de ce sport, encore peu médiatisé, méconnu de tous.